# 鋼鉄の虹 パンツァーメルヒェンRPG
『鋼鉄の虹 パンツァーメルヒェンRPG』（こうてつのにじ パンツァーメルヒェンRPG）は遊演体の田中桂、坂東いるか（坂東真紅郎）らによって製作された、近代ヨーロッパを舞台とする架空ロボット戦記テーブルトークRPG（TRPG）。1995年にアスペクトより四六判の書籍として発売された。

## 概要
第二次世界大戦直前の時代、中欧の架空の小国における内乱を舞台とした架空戦記RPG。ただし、二足歩行の人型兵器「イェーガー」が普及しているという設定で「ロボットもの」としての側面もある。「RPG」と銘打ってはいるが、システム自体は徹底して人型兵器の運用に特化しており、むしろ戦術級ウォー・シミュレーションゲームに近い。
なお、本作は同時期に運営されたプレイバイメール（PBM）『ネットゲーム95　鋼鉄の虹 〜Die Eisenglorie〜』と背景世界をおおむね共有しているが、人型兵器の機種がPBMとTRPGでは異なっているため、両作品の情報を相互に利用することは難しい（実際は「鋼鉄の虹ファウアーエル」と言う商品展開企画があり、それに沿って必要なデータはRPGには反映されていたが、RPGに出てくる一部兵器に関してはマスターの情報共有不足の為にPBMには反映されなかった。特にウービルトに関してはPBMでもRPGでも登場していない物が多く、同名でもデザインが違うために混乱を招いた）。また、「パンツァーメルヒェン」の「メルヒェン」に相当する部分である「ケルンテン・グリューネラント両国で、各地の古伝承を髣髴とさせる怪事件が頻発する」というエピソードも、TRPGではフォローされていない。

## システム

### キャラクターメイキング
本作のキャラクターには「能力値」が存在せず、5種類の「イェーガー技能」およびその他の技能によって能力が表現される。あらかじめ用意された4種類の「兵科テンプレート」と、キャラクターの行動理念を表す「主義」の取得によってほぼ自動的に取得技能が決定されるようになっている（ただし一部については「訓練表（後述）」に従ってサイコロを振り、ランダムに技能取得が行われる）。キャラクターはイェーガー操縦者として戦闘に従事するため、実際のゲーム中は、ほとんどがキャラクターの技能と機体の性能数値を合計した「判定値」を使う。

### プレイの進行
行為判定は下方判定に属する。6面サイコロ2個を振り、乗機の判定値以下を出せば行動成功となる。実際のプレイは、広い戦闘地域を移動する「作戦モード」と、遭遇した敵部隊との戦闘を行う「戦闘モード」に分けられている。
1. キャラクターはまずシナリオ上の目的を説明された後、装備の点検を行い、作戦モード用のマップ（地図）へ出撃する。
2. 作戦モードマップ上を移動しながら索敵を行う。作戦モードマップは行動に応じて1時間単位で時間が経過する。
3. 作戦モードマップ上で敵と遭遇すると、1ターンを1分とする戦闘モードマップへ移動して戦闘を行う。
4. 戦闘モードで勝利し、なおかつ作戦目的が達成されていなければ、再び作戦モードへ戻り戦場を移動する。これを繰り返し、キャラクターは任務達成へ近づいていく。

### モラル
キャラクターには「モラル」値が設定されている。初期値は12であるが、戦闘を続けることで低下していく。キャラクターはダメージを受けた時や長時間の戦闘で疲労した時などに「モラルチェック」を行わなければならない。6面サイコロ2個を振り、現時点でのモラル値以下を出せば成功となる。もし失敗した場合、キャラクターは恐慌をきたし、気絶や敵前逃亡、発作的な自殺などの不利な行動を取ってしまう。減らしたくない数値ではあるが、この数値を消費することでキャラクターは、機体の高速移動や精密な射撃といった「上級行動」を行うことができるため、モラルを温存するだけでは生き残れない。なお、モラル値はシナリオを終了しても自動的に回復することは無く、現在値を以降のシナリオへ持ち越すことになる。モラル値の回復については「功績ポイント」の項を参照。

### 功績ポイント
シナリオを終了させたキャラクターは「功績ポイント」を得る。功績ポイントは各キャラクターの敵機撃破数に応じて与えられ、また各キャラクターの「主義」に応じた目標を達成していればボーナス功績ポイントが与えられる。プレイヤーはこの功績ポイントを使って、新装備の獲得や階級の昇進、また、モラル値を回復させるための「休暇」や、新たな技能を取得するための「訓練」を行うことができる。「休暇」や「訓練」は、用意された「休暇表」「訓練表」に従ってサイコロを振ることで成果が決定されるが、場合によっては成果が得られなかったり、逆にモラルが低下してしまうことすらある。休暇表は実に10種類も用意されており、さらに休暇中に恋人ができた場合、恋人の詳細をサイコロを振るだけで決定できる「NPC特徴決定表」もあるため、この表だけでも少なからぬロールプレイングが体感できるようになっている。

## 世界設定
舞台となるのは1937年、中部ヨーロッパの小国「ケルンテン公国（Herzogtum Kärnten、日本語表記：硅嵐典公国）」、および公国からの独立を謳う北部の「グリューネラント共和国（Republik Grüneland、日本語表記：緑土共和国）」である。本作で扱われる戦争は、両国の日本語表記から頭文字をとって「硅緑内戦」とも称される。
地理的には南をアドリア海に面し、北をドイツ。西をイタリアとスイスおよびリヒテンシュタイン。東をオーストリアとチェコスロバキアおよびユーゴスラビアに囲まれている。なお、東にイタリア領トリエステが飛び地として存在し、硅緑は史実の中欧へ四次元的にはめ込まれた形になっている。
両国の主な言語はドイツ語。主要民族はノルトケルン人とされる。

### ケルンテン公国
ケルンテン公爵家によって統治される立憲君主制国家。首都ラヴァンタールのあるエステンド州をはじめとした南部6州からなる。小国ながら長く独立を保ってきたのは、イタリア･ドイツ･オーストリアなど複数国と接する政治バランス的に微妙な地域であること、国土が山がちで侵攻が困難であることが大きい。第一次世界大戦ではドイツ軍の侵攻を受けるものの、アイヒマン博士の完成させた「イェーガー」によってこれを撃退した。第一次大戦時に女性も武器を取り戦ったという経緯から、20世紀初頭としては驚異的な女性の社会進出が認められている。また、日本からの移民を大々的に受け入れた時期があり、日系人や日本文化も広く市民権を得ている（このため、厳密には時代的・地域的にまず存在しえないであろう女性軍人や日本人のキャラクターをゲームに投入すること、またキャラクターに日本人的な振舞いをさせることが容認される）。1937年時点での元首は、隻眼のケルンテン公ゴットハルトII世。

### グリューネラント共和国
ケルンテン公国からの独立を宣言した北部3州から成る共和国。プロテスタントの勢力圏であったことからカトリックが主流の南部とはそりが合わず、19世紀末から第一次世界大戦にかけて政治的に翻弄されたことでケルンテンへの不信感が増大。1937年のグリューネラント侯爵ヴィルヘルムの死去によって不満が爆発し、ケルンテンへの復讐を目的に反乱し、独立を宣言する。背景にナチス・ドイツの支援があることは公然の秘密となっており、軍に配備されているイェーガーも、ドイツに亡命した十三博士の一人・ピュックラーによって流出した技術で造られたものを持ち込んでいる。

1937年時点での元首は、グリューネラント侯爵ヴィルヘルムの娘でもある若き女侯爵クリステル･フォン･フレーメファーネ。

## 用語
イェーガー
「装甲戦闘猟兵（Panzerkampfjäger:パンツァー・カンフ・イェーガー）」の略称。アイヒマン博士によって発明された全高5m程度の人型兵器。兵士たちからは「鉄人形」と呼ばれ、部隊は「人形部隊」、そのパイロットは「人形遣い」とも称される。火力、装甲、機動力総てにおいて戦車に劣るが、山がちで戦車の運用の難しいケルンテン公国では戦車以上の戦力となる。1937年時点で一般に配備されているのは、1919年にアイヒマン博士が失踪した後、彼の弟子たちによって製造された機種。性能は大きく劣っているが皮肉にもそれゆえ量産が可能となった。
ウービルト
イェーガーのうち、アイヒマン博士が直接製造した60数機の機体。ウービルトとは「原型機」との意味（より正確には「原型」を意味する単語のひとつ）。驚異的性能を誇り、正面対決でも戦車を圧倒する。その製造法は装甲の材料さえアイヒマン博士しか知らない。いわば「伝説の魔剣」的な存在であり、実際、ウービルトの多くは北欧神話にちなんだ名前を与えられている。しかしアイヒマン博士が失踪した今、修理するたびに能力低下を起こす。
ウービルトの一部はグリューネラント側に鹵獲されており、グリューネラント軍のエースパイロットで構成された「シュバルツ・ウービルト」部隊が、ゲーム中の敵役として設定されている。
アイヒマン博士
イェーガーを発明したケルンテン公国人。その功績から「博士」と呼ばれるが、本人は初等教育しか受けていない自動人形職人。ウービルトの技術を戦車等に流用すればそれ以上の兵器が作れるはずだが、イェーガーしか造らなかったのはそのため。
ウービルトの主要部分は総て彼が一人で作り上げており、材質さえ不明。弟子は組み立てに参加したぐらいである。アイヒマン博士はウービルトの設計図を一枚も書かなかったが、仮に製造法が判明したとしてもミクロン単位の精密度で作られた歯車等は彼以外の職人には真似できないとされる。
1919年秋に突如出かけるように姿を消して以来、現在も行方不明。各国の情報機関がその行方を追っている。
パンテル軍団
ドイツ義勇兵からなるグリューネラント軍の義勇師団。実験部隊として最新兵器や試作兵器を装備する他、特に歩兵は全て装甲兵員輸送車に乗って移動する、完全な自動車化歩兵部隊であり、師団単体での戦闘力は恐らく両軍のトップ。
だがスペイン内戦におけるコンドル軍団とは違い、国際的な非難をかわすためか、ドイツ国防軍からの派遣ではなく、その主体はSS-VT（ナチス親衛隊執行部隊）である。SS長官ハインリヒ・ヒムラーの思惑も働いているらしい。

## 機体

### ケルンテン軍のイェーガー
アイヒマンの弟子達である十三博士が開発した機体。ウービルトの華麗さからはほど遠い、無骨で玩具のロボット的な、四角い積み木細工のような外見である。
ドルホ
ウービルト「ドルフィーナ」を参考に作られた旧式のイェーガー。操縦難易度が高く、失敗作とされている。剣と盾が標準装備。
エカテリーナ
ドルホの失敗を受けて開発されたケルンテンの標準機。射撃戦を主眼に装備が開発されている。
ヘルバルテ
エカテリーナの後継機だが、基本的には改良型。戦訓を生かしウービルト的な単機運用より、集団戦の運用に向く機体となっている。
アルムブルスト
長距離支援用イェーガー。ベースフレームはヘルバルテと同様の物を用いられている。師団砲兵級の150ミリ重カノン砲を背負い、脚部を展開することで遠距離射撃形態に変形可能。人型の形態では砲の反動に耐えられず、また、遠距離射撃形態では移動不可能。また、装甲が薄いのと専用カメラアイで視界が制限されるのが原因で格闘戦には向いていない（構造上、格闘戦ができないシュトスヴィントよりはマシという程度）。
ブッフシュピーフ
接近戦用イェーガー。ヘルバルテタイプの物より一回り大きいフレームを用いられている。腰をかがめ、脚部に装備されたホイールによる高速移動形態に変形可能だが、直進以外の機動性は劣悪。装甲自体は厚いのだが運用の関係上、前面に集中しており、背面を攻撃されれば一巻の終わりというリスキーな機体であるため、現場パイロットからは不評。

### ケルンテン軍のウービルト
※グラム、ノートゥング、チュルヴィングは名前のみの登場。PBM版では先の三機とフリームファクシが登場。
グラム
ウービルト1号機。前大戦でエルヴィン・ロンメル率いる山岳猟兵部隊に敗れ、撃破された。
ノートゥング
前大戦の英雄、故ルロイ・ミルトンの搭乗機。二本のレイピアを操る白亜の優美な機体。
チュルヴィング
ノートゥングの姉妹機で、ほぼ同型機。
グリューネラントの反乱においてその初期に最も高い功績を挙げたヴォルフ・ベルナウアー少佐に搭乗機として下賜された。PBM版ではグリューネラントとの戦争の中で撃破され、その際に破片がベルナウアーの胸を貫通し、その命を奪っている。余談だが、ベルナウアーは戦死による二階級特進の上、遺体は国葬で葬られた。特にベルナウアーに心酔していた女性たちの嘆きと怒りは凄まじく、その仇であるグリューネラントを倒すべく、女性が大挙して軍に入ったという。
バルバロッサ
ケルンテン公ゴッドハルトII世の搭乗機。
グラーバク
狼をモチーフにした四足歩行型の機体。近衛騎士団独立中隊の一人、ファビアン・クロップシュトック曹長搭乗機。
スノトラ
騎士を模した汎用型の機体。大剣とマントとしても機能するチェーンネットを装備。近衛騎士団独立中隊長、ヴァレンティーン・アブラハム少佐の搭乗機。
ドルフィーナ
騎士を模した汎用機だが、それよりも初の量産型イェーガー「ドルホ」のモデルになった機体として名高い。大盾と戦斧を装備。近衛騎士団独立中隊の一人、レヴィン・シュトラッツ少尉搭乗機。
ファールバウティ
超大型のウービルト。前大戦中に行方不明になっていたが、南グロイスター山中で発見され回収された。しかし、行方不明前とは形が変わっており記録が散逸してしまっているので、詳細不明な謎の機体。
フリームファクシ
騎士を模した射撃型の機体。ただし、オリジナルの専用ゲヴェールは失われ、現在は47ミリゲヴェールを装備。他に鉾槍、盾を持つ。近衛騎士団独立中隊の一人、ノイツェン・フリーダー・フフリカルト大尉搭乗機。
フレースヴェルグ
鳥をモデルにした有翼型の騎士と言ったスタイル。飛行可能な唯一の機体であったが、現在は機構が故障しているので短距離ジャンプ以外は出来ない。ランス装備。近衛騎士団独立中隊の一人、ディーター・ノーバー少尉搭乗機。
ビルギア
格闘戦を得意とする汎用機。円形盾を装備。他に大剣とモールを武器に敵を粉砕する。近衛騎士団独立中隊の一人、シンパチロウ・マキバ少尉搭乗機。

### グリューネラント軍のイェーガー
これらはドイツへ亡命した十三博士の一人、エドヴァルト・ピュックラーの手による物である。
リュフトフェン
ドイツで最初に開発されたイェーガー。鳥足歩行の軽量機。初期は主力機だったが、現在は偵察機および無線通信機に転用されている。オープントップの小型装甲車が二足歩行している様な外見で、機首に固定式の20ミリ機関砲を装備。
ブリューゼ
リュフトフェンの改良機。ただし役目はリュフトフェンと変わらない。リュフトフェンとの相違点は、コックピットがオープントップから防弾ガラス張りになったことである。しかし、被弾時に危険であるとして乗員には不評。
シュツルム
グリューネラントの標準機。上記二機種の腕がマジックハンド状で携帯装備を持てないのに対し、五指があり携帯火器類を装備可能。
前傾姿勢・長めの両腕・頭部が胴体と一体という特徴をしており、以後の機体のベースともなった。エカテリーナに比べて性能は劣るが出力で勝り、射撃戦で分がある。
シュトスヴィント
拠点攻略用の中量級モデル。胸部に固定式の300ミリ臼砲を持ち、火力支援を担当する。臼砲は絶大な威力を誇るが間接射撃専用で、射撃中は移動出来ない。また、その構造から白兵戦は不可能。
ヴォーゲン
複座式の重量級イェーガーの一種。腕を前後に二対搭載している。後ろの腕は37ミリ機関砲の兵装スポットで、マニピュレーターとしての機能はないものの、近距離射撃支援用として利用が可能。戦力的には有効で前線の評価は高いが、その分高価なので配備は滞りがち。
ヴィントシュティレ
機体の上部に大型砲を搭載した、四足歩行超重量級イェーガー。パイロット、装填手、砲手、無線手兼機長の四名が搭乗している。搭載砲の種類により、「H型（75ミリ野砲）」か「B型（88ミリ対戦車砲）」のどちらかになる。機動性が劣悪なのが欠点で、格闘戦には向いていない。山岳での歩行自走砲的な運用が主。
シュトゥルムング
ヴィントシュテレに似た四足歩行型だが、こちらの方はやや小さい。輸送トラックと同じ幌付きの荷台が装備され、主に不整地での貨物および兵員輸送用に使用される。基本的に輸送専門で非装甲の部分も多く、37ミリ砲を持つが、攻撃も運用もパイロット一人だけでこなさなければならないため、戦闘には不向き。
ネール
水陸両用の中量級イェーガー。機雷と槍を標準装備。携帯火器は装備不可能。緑国は内陸国で海がなく、運用は河川（主にドナウ川）で行われている。

### グリューネラント軍のウービルト
基本的に「暁の狼作戦」でケルンテン軍より奪い取った、4機のウービルト。

ドイツから派遣されたエルヴィン・ロンメルが指揮する駆逐猟兵団、第110駆逐猟兵大隊「シュバルツウービルト」に集中配備された。
バルドル
騎士型の格闘用ウービルト。剣と大盾を装備。
右肩部に修理の形跡があり、性能は少し低下しているが、全ウービルトの中でもかなり良好な状態。
第110駆逐猟兵大隊「シュバルツウービルト」指揮官、ヒューゴ･ゲルカンプ大尉搭乗機。
スリーズルグタンニ
サイと騎士を掛け合わせたような姿の二足歩行重装甲ウービルト。両肩に搭載の150ミリ迫撃砲による重火力支援を主任務としているが、近接戦闘用にメイスを装備している。
第110駆逐猟兵大隊「シュバルツウービルト」第１中隊長、ザムエル･ケルピンハウアー少尉搭乗機。
アウストリ
猿のようなフォルムの格闘戦用ウービルト。武器は短剣のみだが、かなり素早く、その速さを活かした奇襲戦法を得意とする。
その外見からケルンテンの国民から嫌われ、ナグルファルとともに予備部品調達用の機体として倉庫で眠っていたが、グリューネラントの反乱に対抗すべく実戦配備された。
第110駆逐猟兵大隊「シュバルツウービルト」第３中隊長、クリスティアン･ノルツ少尉搭乗機。
ナグルファル
蛙のような姿の、超重量級水陸両用ウービルト。機雷を装備しているが、陸上では格闘（爪による攻撃）のみ。
その外見からアウストリ以上にケルンテン国民から嫌われ、予備部品調達用の機体として倉庫で眠っていたが、グリューネラントの反乱に対抗すべく実戦配備された。
ちなみに開発当時は口に当たる部分の中に毒ガス発射装置が内蔵されていた。これはドイツの毒ガス兵器に対抗してのものだったが、ジュネーブ条約の締結によって毒ガス兵器の使用を世界的に禁じられてしまい、グリューネラントの反乱まで展示品として倉庫に眠っていた。なお、毒ガス発射装置が取り外されているかどうかは定かではない。
第110駆逐猟兵大隊「シュバルツウービルト」第２中隊長、エドガー･リッペントロップ少尉搭乗機。

### イェーガー用武装
ウービルトの特殊装備を除けば、両軍の基本武装大系はほぼ同じであるので、細かい型式番号等は省略してまとめて解説する。
ゲヴェール
いわゆる人形用小銃。人間用の単発ボルトアクションライフルをイェーガーサイズまで拡大したもので、口径は37から47ミリ。
ピストーレ
信号拳銃の弾薬を流用した人形用の拳銃。こちらは弾倉を持つので数発の射撃が可能だが、ボルトの開閉は手動でやる必要がある。
マシーネンカノーネ
人形用機関銃。連射可能で弾幕を張れる。短機関銃はピストーレと共通の弾薬を用いる。重機関銃は射程が長く、威力も大きい。
シュローテフリンテ
人形用散弾銃。数発を撃てるスライドアクションの対人掃討火器。キャニスター弾を発射するために射程は短い。
フレーメンヴェルファー
人形用火炎放射器。側炎式。対物、対人掃討用。
グラナーテ
人形用手榴弾。やはり歩兵用を拡大した物。重量は15kg前後なので、威力的には歩兵砲程度。緑国軍には航空機用の小型爆弾に柄を付けた即席の手榴弾もある。
剣、斧、槍、ハンマー
人形用の格闘武器各種。どちらかと言えば作業用工具としての側面が強く、剣などは焼き入れもしていない。
ウービルト用オリジナル武器
火器よりも剣や盾などの白兵戦用が多い。アイヒマンの手による未知の金属や謎の技術が使用されており、数千メートル彼方から一発で戦車を吹き飛ばすゲヴェール。イェーガーをからたけ割りにする大剣など、その性能は量産機の武装とは天地の開きがある。

## その他のメカニック
軍事物であるので当然、イェーガー以外の兵器も登場するが、ゲームでは主に敵ユニットとして破壊目標になるための存在になる。ケルンテンは国産の独自装備が多く、グリューネラントはドイツ軍から貸与された装備が基本となる。
歩兵用火器や列車砲他の大型砲兵器。航空機および戦艦や潜水艦等の海軍兵器は設定されてはいるが、ゲーム中には基本的には登場しないので割愛する。

### ケルンテン軍
P37D イーゲル
国産の主力戦車。47ミリ戦車砲とディーゼルエンジンを装備。概ね当時の水準を上回る性能だが、機体に余裕が無く発展性に乏しい。ソミュア S35の車体と砲塔にBT-5足回りと、97式中戦車のディーゼルエンジンを載せたような戦車。
S35 アンティローペ　
六輪装甲車。37ミリ戦車砲を搭載。偵察用だが対戦車自走砲としての運用も可能。外見はソ連のBA系装甲車に酷似している。ヴァルデガルト自動車製。
コリーン PK38
近代的な開脚砲架を持つ、47ミリ/56口径の対戦車砲。チェコスロバキア系企業コリーン社の開発で、チェコ軍向け47ミリ対戦車砲の改良型。オリジナルの43口径よりも長砲身で、タングステン弾芯の徹甲弾を放つので、小口径の割に貫通性能は高い。P37Dの主砲やイェーガー用47ミリゲヴェールの元となった優秀な砲。
FK30 高射砲
75ミリ/45口径の高射砲。優秀な砲だが、有効射高が低いのが難点。
IK17/32M 歩兵砲
75ミリ歩兵砲。第一次大戦時の歩兵砲の近代改修型。分解して運搬可能な山砲的な側面を持つ。
FK36 軽野砲
円形砲座により、素早く射角変更が可能な87ミリ軽野砲。英国のQF 25ポンド砲的なカノン榴弾砲であり、曲射榴弾砲であると共にカノン砲として直接照準射撃も可能な両用砲である。

### グリューネラント軍
I号戦車 ニファリス
ドイツから供与された最初の大型兵器。機銃二丁のみを搭載する軽戦車。主に治安維持用。
II号戦車 エルミナ
20ミリ機関砲を搭載する軽戦車。偵察用だが前線にも投入されている。
III号戦車 ヴィーゼル
主力戦車。37ミリ戦車砲を持つ。ドイツから貸与された車両の他に国内生産された車両も多い。緑国製の車両は足回りが史実のE型タイプになっている。50ミリ戦車砲への換装が噂されている。
IV号戦車 マルダー
重戦車。短砲身75ミリ榴弾砲を搭載した火力支援車両。国産化の折りにドイツからの設計を基本に独自改良が施され、装甲が増厚されるなど史実のE型に相当する。
Sdkfz 231ガツェル
八輪重装甲車。20ミリ機関砲を搭載。
15cm sFH 18
主力重野砲。150ミリ/30口径の榴弾砲である。限られたグリューネラントの工業力はイェーガーや装甲車両の生産に軸を置いているので、砲兵器は全てドイツからの輸入砲に頼っている。
FlaK 18
88ミリ高射砲。対戦車砲や野砲としても使える万能砲。
leIG 18
75ミリ/11口径の歩兵砲。軽量で人力二名での移動も可能。歩兵大隊へ各2門配備されている。
PAK36
37ミリ/46.5口径対戦車砲。ただし、まだドイツの義勇師団「パンテル軍団」にしか配備されていない。
III号突撃砲
短砲身75ミリ榴弾砲を装備した突撃砲。ドイツ最新鋭の装甲歩兵支援車両であり、「パンテル軍団」にしか配備されていないために「ニファリス」等の､緑国軍の愛称は付けられていない。
Pzkpfw Null（ヌル）
「パンテル軍団」に2両配備された多砲塔戦車。スペイン内戦で鹵獲したソ連のT-35重戦車を改造した物で、主砲は60口径75ミリ砲。副砲はそれぞれ二組ずつI号、II号戦車の砲塔へ換装されている。
Sd Kfz 222
「パンテル軍団」の偵察用四輪軽装甲車。20ミリ機関砲を搭載。
Sd Kfz 251
半軌式の装甲兵員輸送車。III号突撃砲同様、ドイツでも最新兵器で、やはり「パンテル軍団」にしか配備されていない。性能的には単なる輸送車両であるが、本車こそ歩兵に絶大な機動性を発揮させる､「パンテル軍団」の基幹兵器である。

## 出展・関連出版物
『鋼鉄の虹　イェーガーハンドブック』
新紀元社 ISBN 4-88317-252-X
TRPG版の設定に準拠した解説本。両国の歴史やイェーガー開発の経緯、またTRPGルールブックには掲載されていないケルンテン側のウービルトやエースパイロットに関する情報が掲載されているが、TRPGに直接使用できる数値的データは載っていない。
『装甲戦闘猟兵の哀歌』
富士見ファンタジア文庫 ISBN 4-8291-2588-8
PBMのグランドマスターであった水無神知宏が、PBMの開始に先駆けて発表したライトノベル。設定はPBM準拠なのだが、前述の「イェーガーハンドブック」にもこの作品中の事件に関する記述があり、作品世界の参考となる。
『彗星城に亡霊は哭く』
富士見ファンタジア文庫 ISBN 4-8291-2615-9
甲斐甲賀により執筆されたライトノベルの2冊目。
『LOGOUT』
TRPG専門誌。1995年7月号から鋼鉄の虹RPGのサポート記事が連載されたが、同年12月号でLOGOUTが休刊となったためサポートも停止した。
『おこんないでね』
アスキー ISBN 4-7561-1211-0
田中としひさのゲームレポート漫画。鋼鉄の虹に関しては、発売前に遊演体本社でのテストプレイの模様をレポートしている。
『ネットゲーム95 鋼鉄の虹 総集編』
PBM版の月刊連絡誌『クリエイター』により、終了記念時に記念刊行された総集編。『特攻元帥』番外編、読者投稿、人名辞典に加えて、設定資料としてイェーガーや兵器等の各種設定が詳しく載っている。
『特攻元帥』
前述の『クリエイター』に連載された漫画。カルガニコ中佐を主人公に「特攻師団」こと、硅国軍ディートリヒシュタイン師団/緑国軍シュバルテンシュテルベン特攻中隊を舞台に繰り広げられるコメディ漫画。
後にWW1でのウービルト活躍などが加筆されて同人誌にもなった。原作/星空めてお、作画/六鹿文彦。